# 尹祖懋
尹祖懋（1506年—？），字德卿，江西吉安府永新縣人，民籍，明朝政治人物。

## 生平
江西鄉試第四十二名舉人。嘉靖二十年（1541年）中式辛丑科會試第六十三名，登第二甲第三十五名進士。

## 家族
曾祖尹時裕，壽官；祖父尹謨，贈翰林院編修 加贈刑部員外郎；父尹襄，司經局洗馬。母史氏（贈孺人）；繼母郭氏（封孺人）。慈侍下。